# Kamenná (Jihlavai járás)
Kamenná település Csehországban, a Jihlavai járásban. Kamenná Dobronín, Věžnice, Štoky és Polná településekkel határos. Lakosainak száma 186 fő (2024. január 1.).

## Népesség
A település lakosságának változását az alábbi diagram mutatja:
| Lakosok száma | 296  | 313  | 313  | 251  | 225  | 182  | 186  | 190  | 183  | 186  |
|               | 1869 | 1890 | 1921 | 1950 | 1980 | 2001 | 2017 | 2019 | 2022 | 2024 |